# Torba

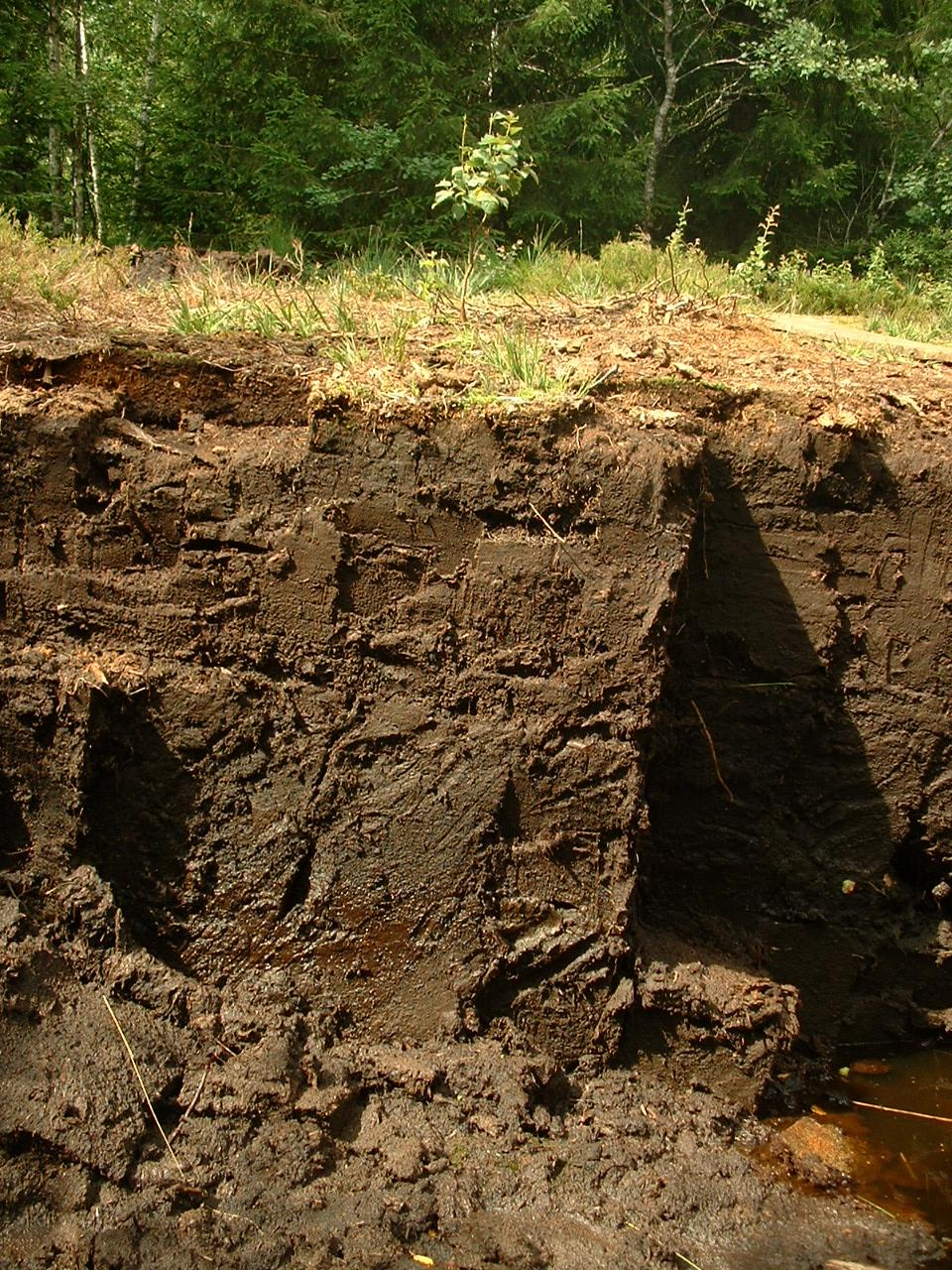
Torba

La torba és un material vegetal fibrós de color negre o marronós format en un medi anaeròbic i saturat d'aigua. S'origina a partir de l'acumulació i descomposició de material vegetal en una torbera, on la descomposició i humificació de la matèria orgànica és molt lenta, i es tracta del primer estadi geològic de la formació del carbó. Conté aproximadament un 60% de carboni, un 35% d'oxigen i un 5% d'hidrogen.
L'ecosistema de la torba, o torberes, cobreix en total uns 3.7 milions de quilòmetres quadrats i és el més eficient captador de carboni al planeta. Les plantes de torbera capturen CO₂ alliberat naturalment de la torba, mantenint un equilibri. En les torberes naturals, la "taxa anual de producció de biomassa és superior a la taxa de descomposició", però es necessiten "milers d'anys per a les torbisses per desenvolupar els dipòsits de 1.5 a 2.3 m, que és la profunditat mitjana de les torberes nòrdiques".
A tot el món, la torba cobreix un 3% de la superfície de la Terra, però emmagatzema més d'un terç del carboni del sòl. Les torberes nòrdiques o boreals emmagatzemen al voltant de 415 gigatones de carboni, que significa unes 46 vegades les emissions de CO₂ globals del 2019. Globalment, les torberes emmagatzemen fins a 550 gigatones de carboni, representant el 42% de tot el carboni del sòl i superant el carboni emmagatzemat en tots els altres tipus de vegetació, inclosos els boscos del món.

## Procés de formació de la torba
L'origen de tots els tipus de carbó, i, per tant, també de la torba, és la descomposició per via anaeròbica de les restes vegetals enterrades pels sediments. A la part més superficial, on aquests residus vegetals estan afectats per la descomposició anaeròbica, la lignina i la cel·lulosa, que formen part dels teixits vegetals, es transformen en torba. Es considera que la torba és un carbó cenozoic o, dit d'una altra manera, un carbó actual. En el transcurs del temps, aquesta mateixa torba, a través de l'enfonsament provocat pel conjunt de canvis fisicoquímics que pateixen els sediments des que es dipositen fins que formen una roca coherent, quedarà més compactada i escalfada, i es transformarà en lignit.

## Tipus de torba
- Oligotròfica: el material de base és la molsa del gènere Sphagnum, que es transforma en un producte de pH molt àcid, per sota de 4,5, i pobre en cendres i en nitrogen. Es forma a les anomenades torberes altes de climes freds i plujosos. La preferida en horticultura és la de Finlàndia.
- Mesotròfica o mollera: no es forma amb Sphagnum, sinó amb altres materials, com la gramínia Carex. Es forma en torberes baixes o aiguamolls de clima més càlid. El producte resultant és de pH neutre, ric en cendres i en lignina, i pràcticament no té aplicació en horticultura.

## Usos
- Combustible: limitada a les regions amb torberes aprofitables i consumida "in situ" per exemple a Irlanda o Escòcia, on aquest material s'utilitza per assecar els ingredients del whisky, cosa que li dona més bona aroma.

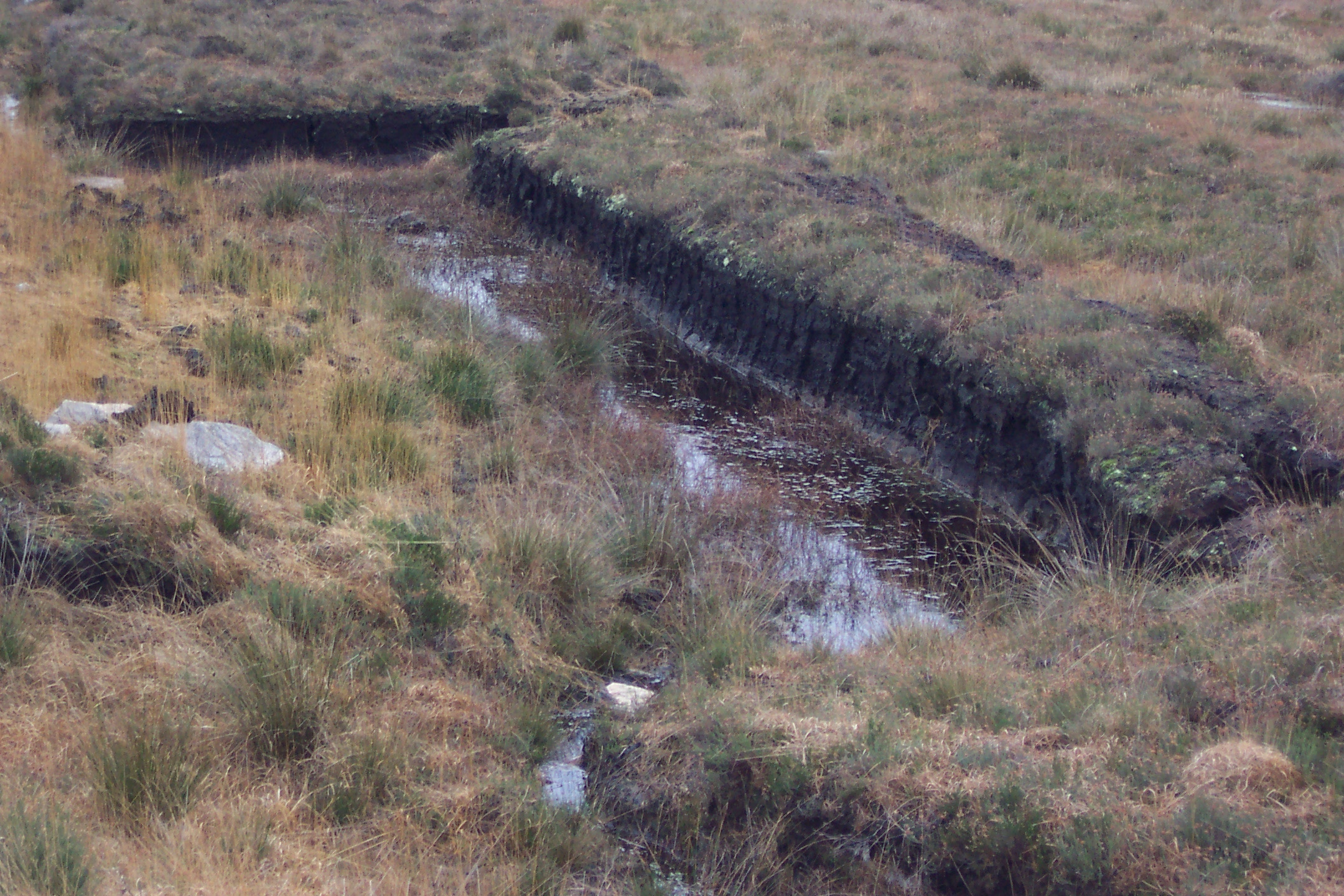
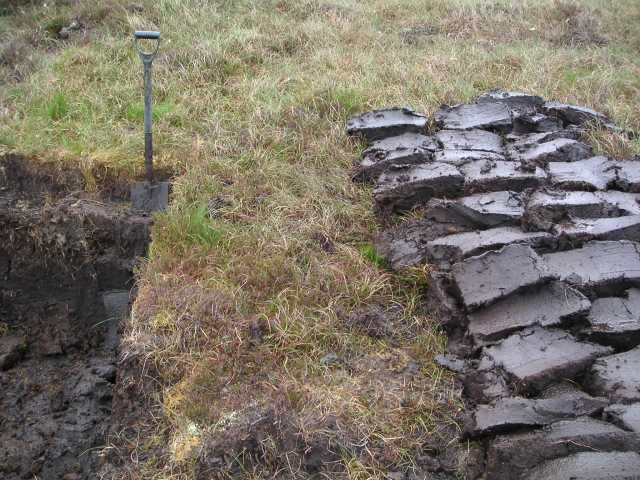
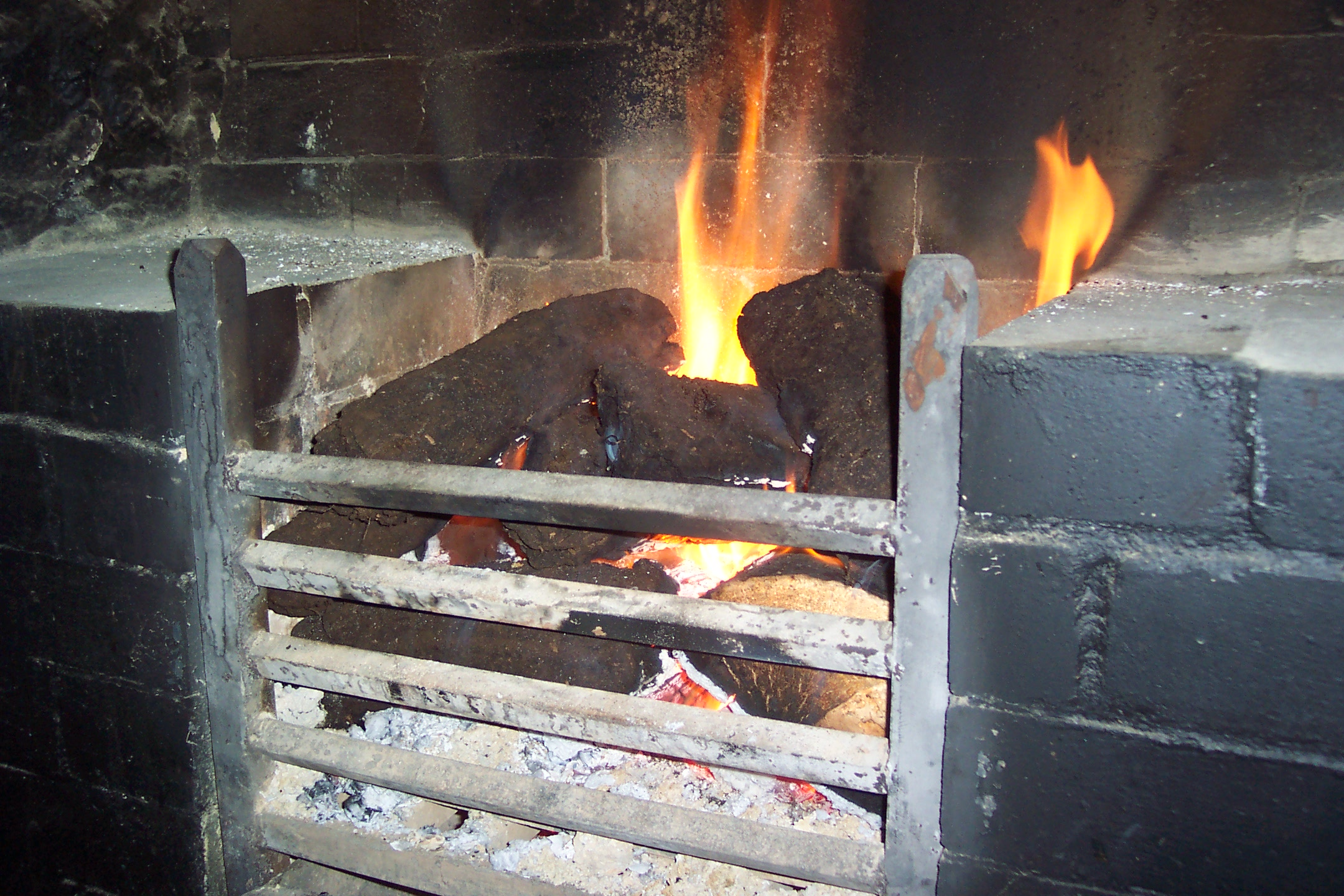

- Jaç dels animals estabulats: també només en llocs amb torberes.
- Horticultura: les característiques principals són la gran capacitat de retenció d'aigua, una porositat adequada, manca de llavors de males herbes i estabilitat. El seu baix pH permet el conreu de plantes acidòfiles i es pot modificar amb una barreja. Es pot utilitzar sola o barrejada amb altres substrats, com la perlita, la vermiculita, sorra, etc.
- Construcció: en regions on la fusta és escassa s'ha utilitzat per construir edificacions. A Islàndia, per exemple, es feia servir a l'Edat Mitjana per construir cases.

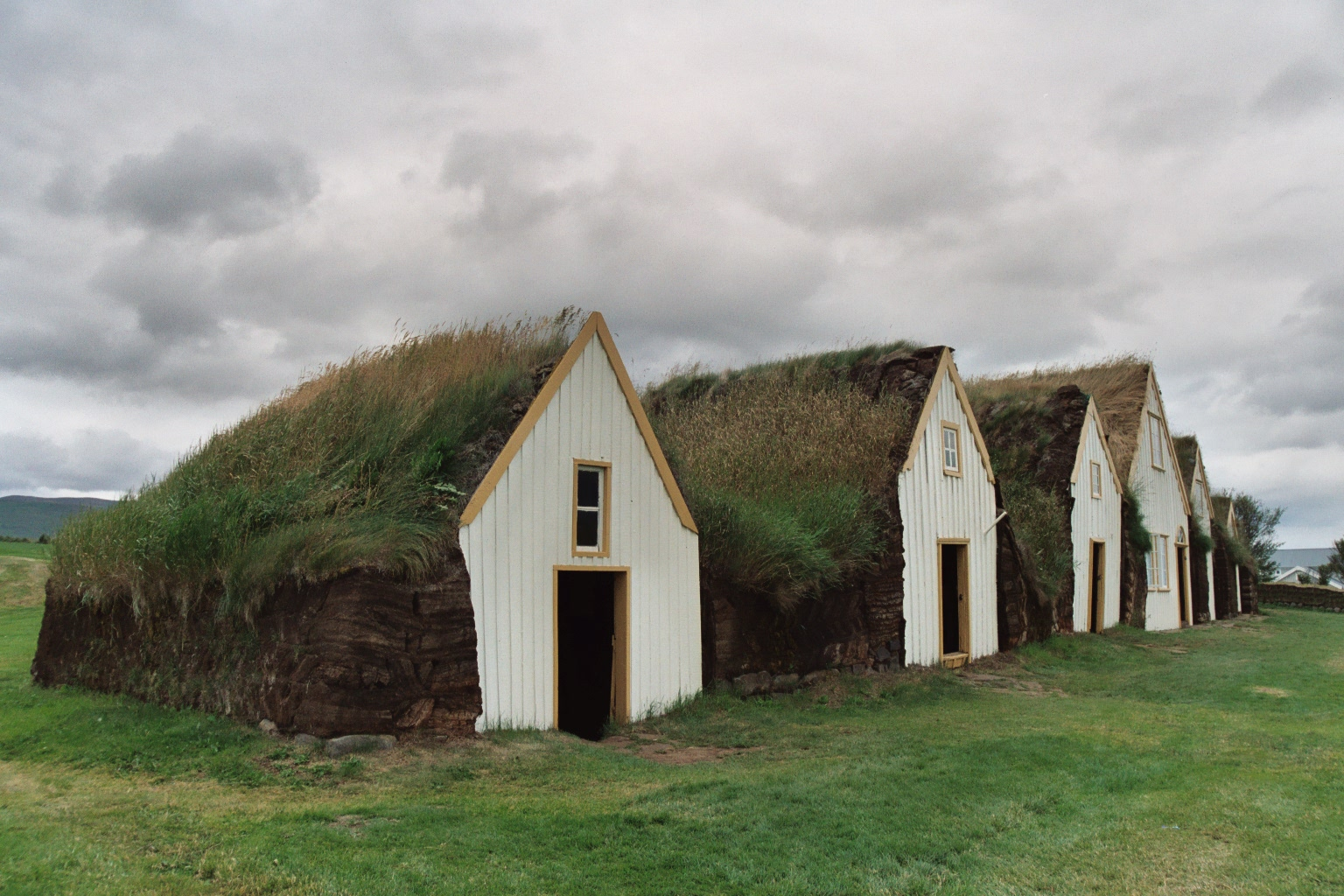
Vista frontal d'una casa islandesa feta amb torba
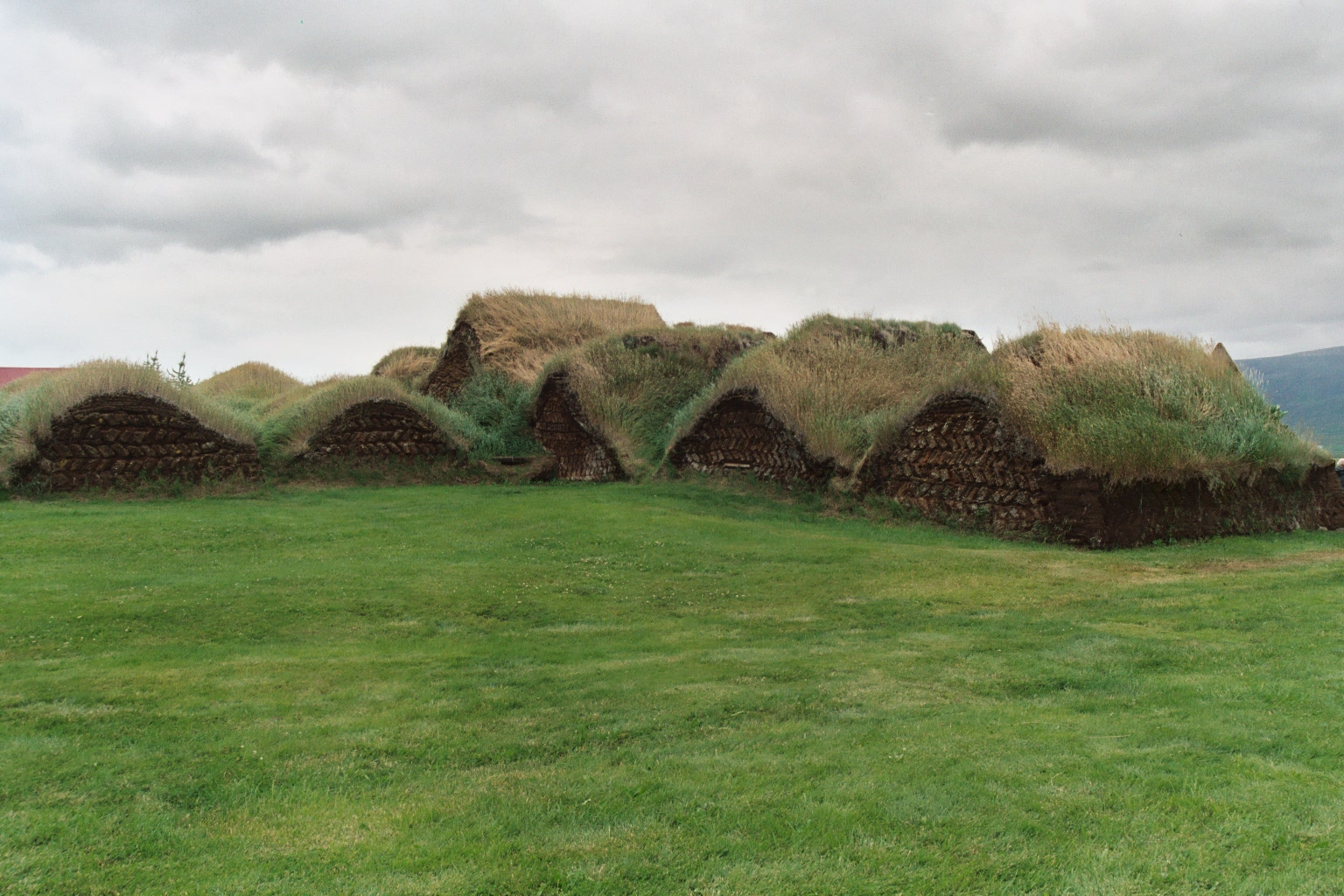
Vista posterior
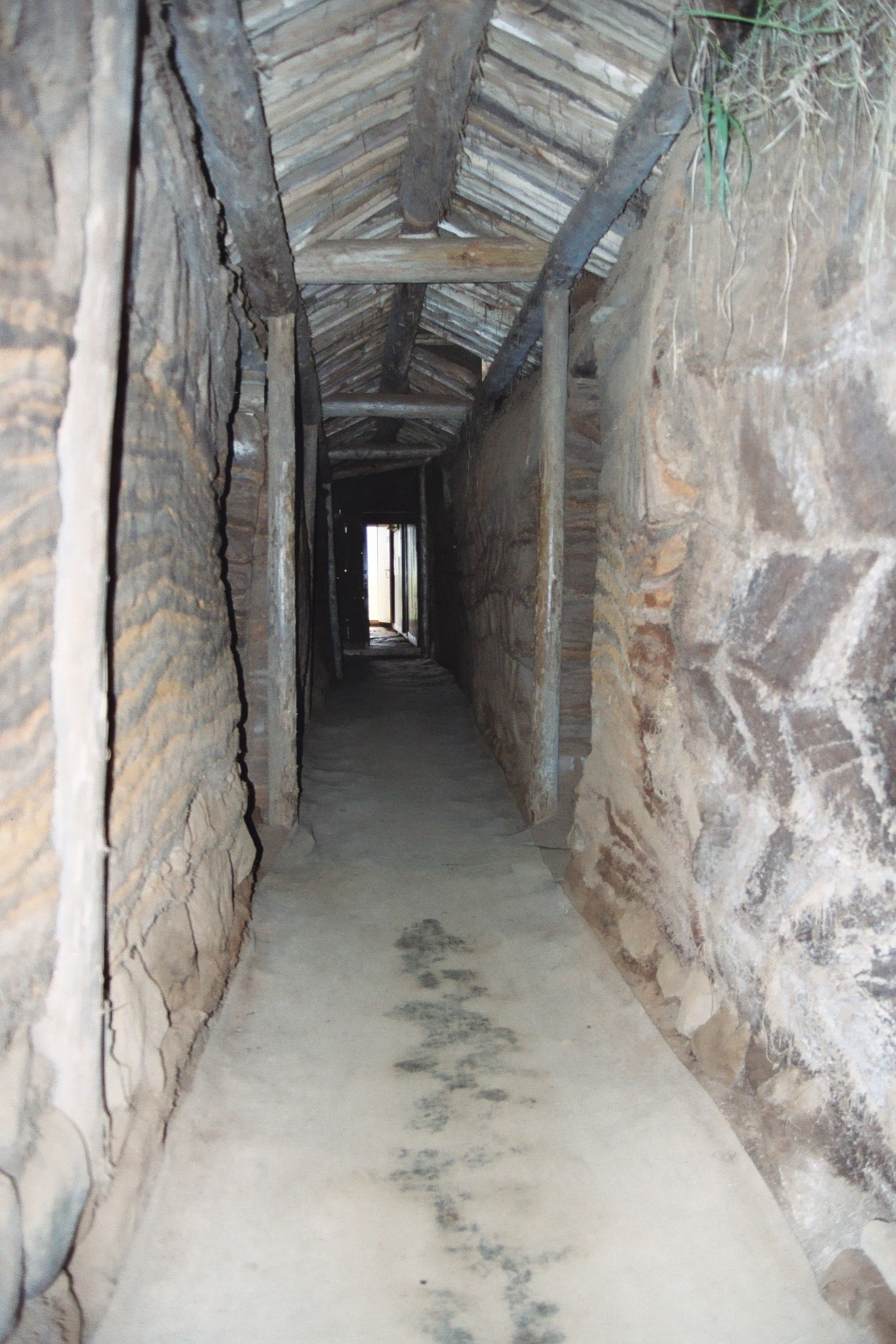
Passadís central